# Adriano Martins
Adriano Martins de Fonseca (Rio de Janeiro, 1º aprile 1997) è un calciatore brasiliano, difensore della Juventude in prestito dall'Atl. Goianiense.

## Caratteristiche tecniche
È un difensore centrale.

## Carriera
Martins è cresciuto nel settore giovanile di Penapolense e Vitória. Ha iniziato la sua carriera professionistica nel 2018 con la maglia del Bonsucesso nella seconda divisione del campionato di Rio de Janeiro per poi giocare l'anno seguente con Uberlândia e Francana. Nel 2020 ha firmato con il Grêmio Novorizontino ed il 7 novembre ha debuttato in un campionato di carattere nazionale scendendo in campo nell'incontro di Série D vinto 1-0 contro il Marcílio Dias. Nel 2022 è passato in prestito all'Uberlândia e l'anno seguente si è rivelato un punto fermo nella difesa del club giallonero, nel frattempo promosso in Série B.
Il 5 gennaio 2024 ha firmato con l'Atl. Goianiense, appena promosso in Série A. Ha debuttato nella massima divisione del calcio brasiliano il 14 aprile seguente nell'incontro perso 2-1 contro il Flamengo.

## Statistiche

### Presenze e reti nei club
Statistiche aggiornate al 1º luglio 2024.
| Stagione        | Squadra              | Campionato      | Campionato | Campionato | Coppe nazionali | Coppe nazionali | Coppe nazionali | Coppe continentali | Coppe continentali | Coppe continentali | Altre coppe | Altre coppe | Altre coppe | Totale | Totale | Totale |
| Stagione        | Squadra              | Comp            | Pres       | Reti       | Comp            | Pres            | Reti            | Comp               | Pres               | Reti               | Comp        | Pres        | Reti        | Pres   | Reti   |        |
| --------------- | -------------------- | --------------- | ---------- | ---------- | --------------- | --------------- | --------------- | ------------------ | ------------------ | ------------------ | ----------- | ----------- | ----------- | ------ | ------ | ------ |
| 2018            | Bonsucesso           | B1/RJ           | 8          | 1          |                 | -               | -               |                    | -                  | -                  |             | -           | -           | 8      | 1      |        |
| 2019            | Uberlândia           | M2/MG           | 13         | 2          |                 | -               | -               |                    | -                  | -                  |             | -           | -           | 13     | 2      |        |
| 2019            | Francana             | B/SP            | 8          | 3          |                 | -               | -               |                    | -                  | -                  |             | -           | -           | 8      | 3      |        |
| 2020            | Grêmio Novorizontino | A1/SP+D         | 5+6        | 0          | CB              | 0               | 0               |                    | -                  | -                  | CP          | 1           | 0           | 12     | 0      |        |
| 2021            | Grêmio Novorizontino | A1/SP+C         | 0+3        | 0          |                 | -               | -               |                    | -                  | -                  |             | -           | -           | 3      | 0      |        |
| 2022            | Uberlândia           | M1/MG           | 3          | 0          |                 | -               | -               |                    | -                  | -                  |             | -           | -           | 3      | 0      |        |
| 2023            | Grêmio Novorizontino | A2/SP+B         | 12+35      | 1+1        |                 | -               | -               |                    | -                  | -                  |             | -           | -           | 47     | 2      |        |
| 2024            | Atl. Goianiense      | PD/GO+A         | 15+10      | 2+0        | CB              | 4               | 1               |                    | -                  | -                  |             | -           | -           | 29     | 3      |        |
| Totale carriera | Totale carriera      | Totale carriera | 118        | 10         |                 | 4               | 1               |                    | -                  | -                  |             | 1           | 0           | 123    | 11     |        |